# Tokko
Tokko (rusky Токко, jakutsky Токко) je řeka v Jakutské republice v Rusku. Je dlouhá 446 km. Plocha povodí měří 23 100 km².

## Průběh toku
Pramení na horském hřbetě Udokan. Protéká Oljokmo-čarskou pahorkatinou. Ústí zprava do Čary (povodí Leny).

## Vodní režim
Zdrojem vody jsou sněhové srážky. Průměrný roční průtok vody činí 220 m³/s. Zamrzá v říjnu a rozmrzá v květnu.